# 2007年5月

## 5月31日
- 瓦尔季斯·扎特莱尔斯当选拉脱维亚新一届总统。新华网（页面存档备份，存于）
- 美国将从7月30日开始大幅提高申请加入美国国籍和绿卡费用。新华网（页面存档备份，存于）
- 中国太湖蓝藻暴发，造成无锡自来水无法正常使用，市民纷纷抢购纯净水。新浪（页面存档备份，存于）、BBC（页面存档备份，存于）

## 5月30日
- 5名英国人在伊拉克财政部大楼内被不明身份武装份子绑架，英国皇家空军特种部队进入待命状态。CCTV
- 伊朗首席核谈判代表重申伊不会停止铀浓缩活动。新华网 Archive.today的存檔，存档日期2013-04-28
- 布什宣布提名佐利克出任世行行长。中国日报
- 台灣前總統李登辉赴日本访问，有意至靖国神社祭拜胞兄李登欽。CCTV自由電子報東森電子報東森電子報tvbs新聞網
- 中国财政部突然宣布调升股票交易印花税率到0.3%，上海和深圳股市开盘应声急跌。财政部网站一度瘫痪。BBC中文网（页面存档备份，存于）新京报
- 泰國憲法法庭禁止避居海外的前總理他信在五年內參政，判决泰爱泰党、发展国家党和泰国国土党在去年4月2日大选中存在舞弊行为，宣布從即日起，取締與解散上述三党。新华网（页面存档备份，存于）
- 联合国向在2006年殉职的107名联合国维和人员追授达格·哈马舍尔德勋章。BBC中文网（页面存档备份，存于）

## 5月29日
- 以色列国防部长佩雷茨参选工党党魁败北，前总理巴拉克首轮领先。新闻午报（SMG旗下）
- 俄罗斯成功试射新型多弹头洲际弹道导弹。网易
- 联合国悼念2006年殉职的维和人员，秘书长潘基文主持。新华网
- 美国反战母亲宣布放弃反战活动。CCTV新华网（页面存档备份，存于）
- 伊朗扣留4名双重国籍者，指控他们是美国的间谍，其中三人有可能被处死。新华网 Archive.today的存檔，存档日期2013-04-28东方网（页面存档备份，存于）
- 美国多个州支持立法判处侵犯儿童强奸犯死刑。人民網
- 涉嫌向松岡利勝行賄的商人山崎進一被人發現墜樓身亡。財經雜志（页面存档备份，存于）
- 日本政府决定由環境大臣若林正俊临时代理農林水產大臣一职。人民網
- 中國廣西省的反「計生」暴動越演越烈，容縣三個城鎮發生群眾抗議事件。自由電子報

## 5月28日
- 以色列总理奥尔默特将提名佩雷斯角逐以总统。人民网
- 越南一个月内，9省市出现新的禽流感疫情。CCTV
- 哈马斯高官首次证实，被绑架的BBC记者艾倫·約翰斯頓将很快获释。中国新闻网
- 日本对抗中国竞选国际公务员，被认为与入常息息相关。新华网 Archive.today的存檔，存档日期2013-04-28
- 俄罗斯拘捕同性恋示威者，其中包括数位欧洲议会议员。京华网
- 美国伊朗断交27年后首次面谈。中国金融网 新华网 Archive.today的存檔，存档日期2013-04-28
- 日本醜聞纏身的農林水產大臣松岡利勝自縊死亡。BBC中文網（页面存档备份，存于）
- 委內瑞拉關閉國內歷史最悠久、而且反對色彩濃厚的卡拉卡斯廣播電視台，不過大批反對群眾聚集首都卡拉卡斯，抗議總統干涉言論自由，並與鎮暴警察爆發激烈衝突。
- 南非社會發展部長斯奎伊亞表示，生活於赤貧環境中的小孩如果沒有得到幫助，不太可能成為社會頂尖份子，因為前政府造成的弱勢家庭和社區，他們不但一生都難以擺脫貧窮泥淖，許多例子顯示，甚至要窮上好幾代。
- 第八届亚欧外长会议在德国汉堡开幕。为期两天的会议将着重讨论能源、环保以及朝鲜核问题、伊朗核问题、中东和阿富汗局势等国际热点问题。新华网（页面存档备份，存于）

## 5月27日
- 乌克兰总统尤先科与总理维克托·亚努科维奇达成在今年9月举行大选的协议。BBC中文网（页面存档备份，存于）
- 新華社報導，北京26日氣溫高達攝氏37.2度，創下1951年後5月單日最高溫。官方考慮為北京奧運天氣預報推出中暑警報。
- 超過一千名基督徒聚集在台北總統府凱達格蘭大道參與全球禱告日，以長達三小時的祈禱，祈求世界平安喜樂。華視[]
- 大約200位緬甸民主派人士聚集在緬甸首都仰光，紀念1990年民主運動領袖翁山蘇姬領導反對黨「全國民主聯盟」贏得大選，同時也對緬甸軍事當局繼續軟禁翁山蘇姬表達抗議。中央廣播電台[]
- 敘利亞舉行總統大選，由於只有現任總統巴夏爾一位候選人，因此他將順利當選連任。中央廣播電台[]
- 由於北歐航空座艙服務員罷工進入第三天，往返瑞典的國際班機與瑞典國內航班全數取消。法新社[]
- 美國民主黨參選人希拉蕊以及歐巴瑪，由於在昨天國會表決駐伊美軍預算中投反對票，成為選民以及對手抨擊箭靶。TVBS[]
- 第49届世界乒乓球单项锦标赛闭幕，中国队上第3次包揽全部5个单项的冠亚军。新华网

## 5月26日
- 乌克兰总统下令军队进入总动员，保卫行政机构。Tom[]
- 美国国务卿赖斯表示，汇业银行资金问题有望短期内解决。CCTV
- 布什政府酝酿2008年撤出一半驻伊美军。新华网（页面存档备份，存于）
- 英国确诊4人感染H7型禽流感病毒。新华网（页面存档备份，存于）
- 中國衛生部確診一名解放軍感染H5N1高致病性禽流感病毒。自由電子報
- 伊朗总统表示伊将成为核燃料出口国。国际在线（页面存档备份，存于）
- 印度首都新德里同玩節登場，數百名印度同性戀者抗議政府歧視同性戀者，希望藉節日活動爭取社會認同。中廣新聞[]
- 義大利羅馬有上千名民眾，騎自行車走上街頭，要求市府廣設單車道。民視[]
- 「中國青年人權獎評審委員會」在「六四」十八週年紀念暨「六四詩集」新書發佈會上，公開宣佈第七屆「中國青年人權獎」頒給多年來積極投入中國民間人權運動的大陸「泛藍聯盟」發起人孫不二。但孫不二已於日前在中國突然失蹤，無法連絡。中央社[]

## 5月25日
- 戴尔单一直销模式宣告终结。Cnbeta
- 松下、日立宣布组成等离子电视战略联盟，共同对抗韩国企业以及液晶阵营。Pcpchina
- 美國國防部公布年度中國軍力報告，並警告中國犯台可能導致的嚴重後果。中時電子報自由電子報
- 北韓朝日本海方向試射數枚短程飛彈。自由電子報
- 南韓第一艘神盾驅逐艦「世宗大王艦」舉行下水儀式。自由電子報
- 世界動物衛生組織（OIE）表決通過貶抑中華民國會籍地位與名稱的決議，中華民國外交部、陸委會表達抗議與不滿。自由電子報
- 瑞士日内瓦最大犹太教教堂被焚毁，被怀疑有人纵火。此前，该教堂为当地著名旅游景点之一。中国日报
- 纽约市官方首次正式承认，世贸中心大楼倒塌散发有毒灰尘，911事件再添罹难者。CCTV
- 美国众议院通过战争追加拨款法案。人民网
- 格鲁吉亚议员指责俄罗斯间谍窃听格乌总统的电话。人民网
- 日本防卫大臣久间章生宣称，日本需要拥有集束炸弹。人民网
- 緬甸軍政府將軟禁民運領袖昂山素姬的時間延長一年，引起國際社會憤怒。路透社
- 南非數萬名公共部門職工在普勒托利亞聯合大廈舉行示威，要求政府調薪百分之十二，並改善醫療、住房等福利補助，否則6月1日會展開全國大罷工。中央社[]

## 5月24日
- 国际原子能机构总干事巴拉迪的最新报告称，伊朗不但没有停止核活动，反而在继续扩大。文新传媒（SMG旗下）
- 古巴领导人菲德尔·卡斯特罗发表个人声明，称经历多次手术治疗之后，他的身体已逐渐康复。中新网（页面存档备份，存于）
- 美军在伊朗附近水域集结两个尼米兹级航母战斗群，将要举行大规模军演。中国日报
- 第二次中美战略经济对话闭幕。并签署多项协议，在金融、能源方面取得重要共识。新华网（页面存档备份，存于）
- 俄羅斯西伯利亞的一座礦場發生氣爆，造成了三十八人喪生。法新社[]
- 日本讀賣新聞辦事處收到一個藏有毒品、手槍、子彈的包裹，當中的信件指日本黑幫黑吃黑。明報
- 法国新一届政府成立。中华人民共和国商务部（页面存档备份，存于）
- 乌克兰总统尤先科解除了总检察长的职务。CCTV
- 美國一家進口商表示，自中國進口、分銷美國三個州的一種冷凍鮟鱇魚，由於造成兩名消費者食用後罹病，將全面回收。自由電子報
- 祕魯空軍一架飛機在東北部偏遠地區墜毀，機上12人喪生，8人生還，包括一名懷孕婦女在內。路透社
- 中華民國教育部再度將縮小版的野百合布幔掛回台灣民主紀念館上。中時電子報 （页面存档备份，存于）東森新聞報（页面存档备份，存于）

## 5月23日
- 英國飛行員珍妮弗·默里和科林·博迪尔締造新的人類飛行紀錄，在五個多月內，歷經超過一百次落地加油，終於完成駕駛直昇機穿梭南、北兩極的創舉。自由電子報 新华网（页面存档备份，存于）
- 日本參議院通過《國民投票法》，自民黨修憲提速。人民網（日本版）
- 日本國會參議院通过驻日美军整编特别措施法案。新華網 Archive.today的存檔，存档日期2013-04-28
- 賽門鐵克公司（Norton）就誤殺門中文簡體XP系統的檔案事件道歉，但暫時未提及賠償。明報
- 約旦王太后諾爾敦促波士尼亞，更積極尋找波士尼亞內戰的失蹤人口。法新社[]
- 國際特赦組織說，九一一事件後的「反恐之戰」所激起的恐懼情緒，正日益使世界陷於分裂。法新社[]
- 德国总统克勒开始对中国进行为期4天的国事访问。新华网（页面存档备份，存于）
- 法國週刊「LeCanardenchain」（偵探鴨）報導，有關法國前總統席哈克在日本擁有一個秘密帳戶，其中並有巨額存款的傳聞，非常有可能在6月中旬接受檢調單位的偵訊。中央廣播電台[]
- 中華民國臺北縣親民黨議員吳善九，在新店北新路二段服務處遭槍擊死亡。明報
- AC米兰2:1战胜利物浦获得2006年至2007年欧洲足球冠军联赛冠军。新华网

## 5月22日
- 5月22日是國際生物多樣性日。今年的主題是「生物多樣性與氣候變化」。新华网（页面存档备份，存于）
- 中美第二次战略经济对话在美国华盛顿举行，中国国务院副总理吴仪和美国财长亨利·保尔森将作为两国元首特别代表，共同主持此次对话。新华网（页面存档备份，存于）
- 伊拉克巴格達發生汽車炸彈爆炸，至少二十五人死亡，六十人受傷。明報
- 多明尼加共和國發現有中國製造的牙膏含有致命的化學物質「二甘醇」，緊急回收逾萬支牙膏。星島日報
- 意大利國家航空公司空中服務人員和機場控制塔台的地勤人員舉行罷工，導致全國各地機場進出港的近400個航班被取消，不少航班延誤。當局特別安排7000名AC米蘭的球迷，乘搭其他航空公司的客機，到希臘觀看歐洲聯賽冠軍盃決賽。星島
- 土耳其首都安卡拉市中心一座商場外發生爆炸，造成6人死亡、100人受傷。路透社新華網（页面存档备份，存于）
- 英國檢控部門決定起訴俄裔商人、前KGB特工盧戈沃伊，指他涉嫌以釙毒殺害流亡英國的俄國前特工利特維年科，要求俄羅斯將盧氏引渡到英國受審。但俄國已強調不會引渡盧氏，掀起英俄一場外交風波。明報
- 緬甸軍政府2005年將首都由仰光，遷至仰光以北390公里的內比都（Nay Pyi Taw）。中華人民共和國外交部發出稿子，表達對遷都的做法感到詫異。路透社中廣新聞[]
- 中国政府达尔富尔问题特别代表刘贵今访问苏丹西部达尔富尔地区，实地了解当地形势。新华网（页面存档备份，存于）
- 日本外相麻生太郎推动设立日本「國際漫畫獎」（International Manga Award），宣称是国际漫画界的诺贝尔奖，东京为地球漫画的首都。麻生本人自任实行委员会委员长。新华网
- 中國國民黨醞釀修改黨章，首次將「台灣」寫入黨章，宣示將「以台灣為主，對人民有利」作為黨的信念，並在黨員目標條次中刪除「統一」字眼，改以「和平發展」。明報即時新聞
- 中華民國台北市政府通過將凱達格蘭大道公園路到景福樓路段加註為反貪腐民主廣場，即日生效。並派員拆除懸掛台灣民主紀念館（中正紀念堂）的大布幔，及拆除遮掩「中正紀念堂」銜牌的鷹架布幔，同時向中華民國教育部罰款。明報明報

## 5月21日
- 黎巴嫩和巴勒斯坦武裝組織衝突继续升級，两天激战至少造成57人死亡，其中包括27名黎巴嫩政府军士兵。Sohu（页面存档备份，存于），伤亡数字根据CCTV最新直播报道。
- 英國巧克力製造商MARS早前決定採用含動物成份的新配方，引起素食主義者和英國國會議員抗議，結果MARS用回原本的配方，並向大眾道歉。明報
- 日本東北海域發生黎克特制5.1級地震，無人傷亡。明報
- 中華民國行政院長張俊雄正式宣誓就職。明報
- 伊拉克前國防部長哈扎姆·沙蘭因涉嫌挪用軍費，被判繯首死刑。明報
- 英國19世紀著名貿易船克里斯蒂克號懷疑被人縱火，損毀嚴重，但無人傷亡。星島日報
- 印度加爾各答一列火車發現炸彈，現已拆除。星島日報
- 北韓指責南韓艦艇不斷侵入和北韓有領海爭議的海域，稱是嚴重的挑釁行為。明報
- 多艘台灣漁船不滿被日本巡邏艦驅趕，於是包圍日艦，經中華民國漁業署勸說，事件得以解決。明報

## 5月20日
- 东帝汶当选总统若澤·拉莫斯·奧爾塔宣誓就职。新华网（页面存档备份，存于）
- 越南举行新一届国会选举。Sohu（页面存档备份，存于）
- 俄罗斯联邦安全局阻止了一起针对圣彼得堡市市长瓦莲京娜·马特维延科的刺杀图谋。Sohu（稿源：新华网）（页面存档备份，存于）
- 羅馬尼亞全民公決，否決羅馬尼亞總統特萊揚·伯塞斯庫罷免案。明報新华网（页面存档备份，存于）
- 黎巴嫩和巴勒斯坦武裝組織衝突升級，至少十四人死亡。同時敘利亞關閉與黎巴嫩接壤的邊境。明報明報
- 土耳其薩姆松市上萬人示威，要求土耳其要繼續維持政教分離。明報
- 伊拉克巴格達六名美軍和一名翻譯遭遇路邊炸彈爆炸身亡。明報
- 北韓貨船自1950年韓戰爆發以來首次訪南韓釜山，為兩地商業貨船往來展開新一頁。明報 BBC中文网（页面存档备份，存于）
- 中國廣西省包括博白縣多處地方市民，不滿政府強行執行計劃生育政策，數千人圍堵鎮政府，破壞和放火，政府派員鎮壓，並否認有人傷亡。明報
- 美國愛達荷州莫斯科市一名男子涉嫌向法院大樓亂槍掃射，至少三人受傷，兩人死亡，死者包括槍手本人。明報
- 格魯吉亞反對派領導人古拉姆·沙拉澤於第比利斯被槍殺，一名疑犯被捕。明報
- 孙家正与宋祖英获肯尼迪艺术金奖。新华网

## 5月19日
- 在台灣，中正紀念堂改名為台灣民主紀念館。明報
- 英國首相貝理雅突然到訪伊拉克首都巴格達，料這將是他任內最後一次訪伊。明報
- 土耳其安全部隊被庫爾德工人黨武裝份子伏擊，至少一人死亡，四人受傷。星島日報
- 中國廣西省發生稻飛蝨和稻縱卷葉螟蟲災，受災面積450萬畝。星島日報
- 印尼沿海出現海嘯，近千人疏散。明報

## 5月18日
- 伊朗核問題：伊朗安裝1600台離心機，用以提煉濃縮鈾，目標是設置逾50000台離心機。路透社
- 一隊國際科學家組成的小組，完成埃及斑蚊基因圖譜，有助抑制埃及斑蚊傳染黃熱病及登革熱病毒的能力。路透社
- 日本警方逮捕前幫派成員大林久人，結束超過24小時的對峙。在這場對峙中，大林槍傷自己的兒子、女兒、一名警官，並射殺了另一名警官。路透社
- 為期兩天的第十九次俄羅斯－歐洲聯盟高峰會議在俄國南方薩馬拉州落幕，與會俄歐領導人表示，俄羅斯不能與歐盟分開，但這次雙方沒有簽署正式協議。中央社[]
- 聯合國被指由於中國強力施壓，拒絕發給台灣記者世界衛生大會的採訪證，違背聯合國保障新聞自由的成立宗旨。東森新聞[]
- 微软表示，将以总计约60亿美元的现金价格收购在线广告商aQuantive。新华网（页面存档备份，存于）
- 朝鲜最高人民会议常任委员会任命朴义春为新外相，接替之前去世的白南舜。SOHU（页面存档备份，存于）
- 美国最新调查报告显示，肯尼迪总统遇刺案有新进展。SOHU（页面存档备份，存于）
- 中國廣西博白縣因強迫墮胎罰款事件，爆發五萬人騷亂。中時電子報

## 5月17日
- 法国总统尼古拉·萨科齐任命弗朗索瓦·菲永为法国总理。BBC（页面存档备份，存于）
- 获工党压倒性支持，将于6月自动接任英国首相。搜狐（页面存档备份，存于）
- 南韓與北韓鐵路中斷56年後進行首次試運行。中國經濟網[]
- 美國參議院否決美軍在3月撤離伊拉克議案。路透社
- 美國紐澤西州美軍軍機演習發生意外，投下的照明彈把20平方英里土地毀掉，近二千戶人家疏散。星島日報
- 伊拉克武裝份子襲擊駐伊美軍空軍基地，四名美軍受傷，十架直升機遭到不同程度損壞。星島日報
- 俄羅斯空軍司令弗拉基米爾·米哈伊洛夫和空軍總參謀長伯里斯·切利佐夫均被解除職務。星島日報
- 美國洛杉磯機場發現迫擊炮彈殼，乘客疏散，事後證實只是一場虛驚。明報明報
- 阿富汗坎大哈發生連環爆炸，至少六人死亡，五人受傷。星島日報
- 因违规为女友安排工作，世界銀行行長保羅·沃爾福威茨宣佈将于6月底辭職。搜狐（页面存档备份，存于）MSNBC（页面存档备份，存于）
- 中國陝西省咸陽市發生警民衝突，過百名市民懷疑不滿警方處事手法，砸打民警，多名民警受傷，十三人遭逮捕。明報
- 愛沙尼亞指責俄羅斯發動史上首場國對國的網絡戰爭，北大西洋公約組織介入調查。明報
- 香港影視及娛樂事務管理處收到超過二千宗對聖經內容不雅的投訴，並在當日發表聲明，表示不會將《聖經》呈交淫褻物品審裁處評定類別。 明報 星島日報
- 日本一名前山口組成員弄傷自己一對兒女，挾持前妻於家中，期間槍殺一名警察，另一名警察受傷。路透社
- 兩名為美國廣播公司工作的伊拉克記者被武裝分子伏擊身亡。明報

## 5月16日
- 中国史学界重新修纂《二十四史》。新华网（页面存档备份，存于）
- 非洲开发银行理事会年会在上海开幕。新华网
- 泰國老撾北部地區發生黎克特制6.1級地震。星島
- 法国举行总统权力交接仪式，当选总统尼古拉·萨科齐正式就任，并发表演讲。新浪网（页面存档备份，存于）
- 法國總理多米尼克·德维尔潘辭職。明報
- 哈伯太空望遠鏡在Cl0024+17銀河星雲拍攝出暗物質，為證明暗物質存在提供證據。路透社
- 中國杭州蕭山發生工廠泄漏毒氣事件，做成二死九傷。明報
- 中國新疆輪台縣發生煤礦泄漏毒氣事件，做成四死五傷三失蹤。明報
- 希臘公務員和工會團體不滿政府將退休金作高風險投資，發動全國罷工和抗議，幾乎所有服務停頓。星島日報
- 中國政府與西藏流亡精神領袖第十四世達賴喇嘛特使進行閉門會談。路透社
- 新西蘭國會通過具議性的兒童保護法例，容許體罰兒童。明報
- 哥倫比亞傳媒揭發警方非法偷聽反對派議員電話，警察首長下台，哥倫比亞總統阿爾瓦羅·烏里韋·貝萊斯稱不知情。星島日報
- 伊拉克迪亞拉省發生汽車炸彈襲擊，至少三十二人死亡，五十人受傷。星島日報
- 以色列空襲加沙哈馬斯目標，至少四人死亡。星島日報明報
- 第60届戛纳国际电影节开幕。BBC中文网（页面存档备份，存于）
- 香港影視及娛樂事務管理處收到一千四百宗對《聖經》內容不雅的投訴。明報
- 英國國防部宣佈，不派遣英國王位第三繼承人哈利王子到伊拉克作戰。明報
- 一艘台灣漁船於索馬里被海盜挾持，押往首都摩加迪沙。明報

## 5月15日
- 美國西岸爆發歷來最嚴重的紅潮，在西岸生活的海洋生物紛紛中軟骨藻酸毒，加利福尼亞動物護理中心難以照顧中毒動物，洛杉磯沿岸堆滿病死的動物屍體，紅潮懷疑由海洋污染及全球暖化所致。明報
- 伊拉克武裝組織伊斯蘭國度宣稱俘擄多名美軍，美國軍方證實在戰鬥中有三名士兵失蹤。明報
- 美國佛羅里達州與喬治亞州山火惡化，居民疏散。星島日報
- 義大利米蘭大學研究確認蚊子體內的細菌可對抗瘧疾。路透社
- 中國甘肅省發生旱災，嚴重影響73萬人及約30萬公頃土地。明報
- 尼泊爾加德滿都以南的錢德拉尼加哈布爾鎮發生炸彈爆炸，至少十四人受傷，武裝組織德賴軍宣稱對爆炸負責。星島日報
- 汤姆森集团（英语：Thomson Corporation）与路透就并购事宜达成一致，这起并购交易涉及总金额高达87亿英镑。新华网（页面存档备份，存于）
- 巴勒斯坦武裝組織哈馬斯襲擊以色列南部，至少四人受傷。明報

## 5月14日
- 马来西亚前首相马哈迪·莫哈末因为呼吸困难，而於下午3时50分送入浮罗交怡医院加护病房治疗。当今大马 （页面存档备份，存于）
- 中華民國總統陳水扁正式宣佈由曾任行政院院長的海基會董事長張俊雄接任行政院院長。東森新聞報
- 菲律宾国会和地方议会选举举行。BBC中文网（页面存档备份，存于）
- 戴姆勒-克莱斯勒公司将出售大部分克莱斯勒股份给博龙资产管理（Cerberus Capital Management）。新华网（页面存档备份，存于）
- 印尼尼亞斯島發生黎克特制5.5級地震。明報
- 巴勒斯坦兩大派系哈馬斯與法塔赫在加沙發生衝突，五死十多人受傷。明報
- 世界衛生組織以148票對17票否決中華民國入會申請，中華民國第十一年申請加入失敗。路透社
- 中國四川西昌衛星發射中心首次以火箭、衛星及發射支持的整體方式作國際商業用途，並以長征3B運載火箭將尼日利亞通訊衛星1號送上太空。明報（页面存档备份，存于）
- 美國副司法部長保羅·麥克納爾蒂宣布2007年秋季辭職。明報
- 第二屆全球大城市氣候峰會於美國紐約開幕，全球四十六個大城市商討如何改善全球變暖。星島日報
- 林德公司签约购买德国帕希姆机场（Flughafen Schwerin-Parchim）100%的产权、机场设备及附属经济合作区土地的永久拥有权。新华网

## 5月13日
- 中國天安門廣場城樓毛澤東肖像遭破壞，涉嫌破壞者為來自新疆烏魯木齊的男子。路透社
- 台灣宜蘭東南發生黎克特制4.9地震。星島日報
- 遭巴基斯坦總統佩爾韋茲·穆沙拉夫停職的大法官伊夫蒂哈爾·喬杜里試圖參與支持者舉行的抗議遊行，結果親穆沙拉夫一派和反對派發生衝突，二十七人死亡、一百人受傷。路透社
- 伊拉克國會通過不贊成在巴格達建立安全隔離牆決議。明報
- 越南政府表示中部地區爆發禽流感疫情。路透社
- 歐洲南方天文台發現一顆與宇宙同齡，命名為HE1523-0901的恆星，有助研究早期宇宙歷史信息。明報
- 泰國也拉府和鄰近地區遭伊斯蘭教武裝份子襲擊，五人死亡。明報
- 冰島國會大選結束，在位十六年的中間偏右聯合政府遭受挫敗，左翼在野黨組建成左翼聯合政府。法新社[]
- 俄羅斯、土庫曼與哈薩克三國達成輸氣管興建案，將天然氣量至少將增加一百二十億立方公尺。法新社[]
- 巴基斯坦和阿富汗邊境爆發軍事衝突，兩國互相指稱對方先進行襲擊。明報
- 土耳其至少有一百萬人支持政教分離的民眾在伊茲密爾示威，向土耳其政府施壓。明報

## 5月12日
- 蘇貞昌以配合陳水扁總統最後一年的佈局為由，宣佈請辭中華民國行政院院長獲得批准。陳水扁總統表示，將會儘快任命繼任人選，有消息指海基會董事長張俊雄呼聲最高。東森新聞報[]
- 涉嫌強姦女信徒的南韓攝理教教主鄭明析被中國拘捕。明報
- 菲律賓發生黎克特制5.2級地震，無人傷亡。明報
- 菲律賓布魯珊火山噴出火山灰，無人傷亡。法新社[]
- 哥斯達黎加一名烏茲別克青年在俄羅斯大使館挾持人質，該名青年最後投降。明報
- 美國加利福尼亞州聖卡塔利娜島發生山火，三千八百人疏散。明報
- 2007年維珍尼亞理工大學校園槍擊案的二十七名死難者獲追頒學位，但不包括涉嫌槍手趙承熙在內。明報
- 中華民國基隆市長補選，基隆市議會議長張通榮以56115票擊敗親民黨立委劉文雄的33956票以及民進黨基隆市議員施世明的26908票當選基隆市長。東森新聞報（页面存档备份，存于）
- 泰國素叻他尼府當地無土地民眾佔據棕櫚園，警察驅趕並爆發衝突，一千人被逮捕，數十人受傷。路透社

## 5月11日
- 英国财政大臣戈登·布朗宣布启动竞选工党领袖的活动，布朗被认为是目前接替布莱尔工党领袖以及首相职位的最热门人选。新浪网（页面存档备份，存于）
- 墨西哥韋拉克魯斯州和塔毛利帕斯州發生暴力衝突，八人死亡。星島日報
- 中国调整商业银行代客境外理财业务境外投资范围，股票被纳入准许投资范围。中国新闻网（页面存档备份，存于）
- 美國哥倫比亞廣播公司宣布涉嫌辱華的電台節目《狗窩廣播騷》永久停播，兩名主持人被開除，永不錄用。明報
- 台灣一架執行漢光演習的戰機失事墜毀，致使兩名機師及參加訓練的新加坡軍人共四死九傷。明報
- 2007年東帝汶總統選舉舉行第二輪投票，總理何塞·拉莫斯·霍塔以69%的得票率當選第二任東帝汶總統。

## 5月10日
- 英国首相布莱尔上午在塞奇菲尔德选区的特里姆登工党活动中心（Trimdon Labour Club）宣布辞去工党主席职务，并将于6月底离任首相一职。新浪网（页面存档备份，存于）新浪网专题（页面存档备份，存于）
- 第五次朝韩将军级军事会谈最后一天会议，双方在会上同意为17日的京义线、东海北部线列车试运行，临时提供军事保障措施。中广网
- 美国加州圣塔安纳联邦法院裁定，华裔工程师麦大志犯下共谋出口美国国防科技到中国、作为非登记的外国代理人等罪名。BBC中文网（页面存档备份，存于）

## 5月9日
- 東帝汶選民投票選舉國家獨立以來的第二任總統。明報
- 教皇本笃十六世访问巴西，这是他上任后的第一次南美之行。德国之声

## 5月8日

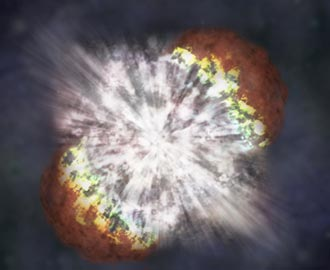
畫家想像的SN 2006gy

- 北爱尔兰民主统一党领袖伊恩·佩斯利在贝尔法斯特宣誓就任北爱新政府第一部长，标志着北爱正式恢复分权自治政府。新华网 Archive.today的存檔，存档日期2013-04-28
- 美国国家航空航天局钱德拉X射线太空望远镜和地面望远镜观测到有史以来最强的超新星（SN 2006gy）爆发。搜狐（页面存档备份，存于）
- 美國鋁業公司宣布將以330億美元收購其對手加拿大阿爾康鋁業公司，美國鋁業表示，收購案若成功，將會產生全球前5大的金屬製造公司。法新社[]
- 5月5日從喀麥隆杜阿拉起飛後墜毀的肯尼亞航空公司編號KQ507波音737客機，其黑盒子已經找到，機上114人確定全部罹難。法新社[]
- 日本靖國神社一名發言人指，日本首相安倍晉三上月在春祭期間，向該神社作捐獻，但未有到神社參拜。明報

## 5月7日
- 日本政府承諾將會提供1億美元，以支援亞洲地區的乾淨能源計畫，並表示未來的5年會提供20億美元貸款，以促進永續發展與對抗氣候變遷。法新社[]
- 2008年中華民國總統大選：民進黨中執會決定取消民意測驗，提名謝長廷參加大選。明報即時新聞
- 歐盟伽利略全球衛星導航計劃面臨企業界可能不接手建設危機，歐盟輪值主席國德國和歐盟委員會正緊急磋商。明報
- 欧盟和韩国开启自由贸易谈判。德国之声（页面存档备份，存于）

## 5月6日
- 2007年法國總統選舉：尼古拉·薩爾科齊當選法國總統。新浪網（页面存档备份，存于）中廣[]
- 2008年中華民國總統大選：民進黨初選結束。謝長廷得票最多，蘇貞昌、游錫堃分別宣布退選及停止一切初選競選活動。國際先驅論壇報（页面存档备份，存于）
- 土耳其總統候選人阿卜杜拉·居尔因在野黨抵制總統選舉，令總統選舉無效，居爾宣佈退選。明報

## 5月5日
- 中华人民共和国政府宣布中止同圣卢西亚的外交关系。新浪网（页面存档备份，存于）
- 肯尼亞航空公司一架編號KQ507的波音737客机在从喀麦隆杜阿拉起飞后坠毁，机上114人生死未明。新华网（页面存档备份，存于）中国新闻网（页面存档备份，存于）星島
- 由於價格過高，巴西政府继泰国政府之后，決定不理會默克藥廠對於抗愛滋病藥物依法韦仑（Efavirenz）的專利權，轉而向印度購買較便宜的替代藥物，這項計畫將使巴西政府每年減少支出1500萬美元。法新社[]

## 5月4日
- 曾在北爱尔兰活跃的新教统一派武装组织“阿尔斯特志愿者力量”（Ulster Volunteer Force）宣布从凌晨开始放弃武力，不再以恐怖组织的性质运作。BBC中文网（页面存档备份，存于）
- 聯合國通過一份氣候變遷報告，指全球必須在2050年以前，減少50%至85%的年度二氧化碳排放量，以遏制全球暖化。路透社
- 英國2007年地方選舉：蘇格蘭民族黨取代英國工黨成為蘇格蘭議會第一大黨。紐約時報（页面存档备份，存于）

## 5月3日
- 新加坡總理李顯龍說，美國像戰敗般地從伊拉克撤退，將使極端份子更膽大妄為，並損及美國的信用，置東南亞於險境。路透社
- 數以萬計以色列民眾聚集在特拉維夫的拉賓廣場示威抗議，要求總理奧爾默特（Ehud Olmert）為去年與黎巴嫩的戰爭下台。路透社
- “伊拉克国际契约”部长级会议召开，超过60个国家的代表齐集埃及讨论如何平息伊拉克的严重暴力和协助重建。BBC中文网（页面存档备份，存于） 新华网（页面存档备份，存于）
- 美国和叙利亚这两敌的外长在“伊拉克国际契约”部长级会议期间，举行了突破性的场外会议，这是两国20多年来首次对话。BBC中文网（页面存档备份，存于）
- 英国女王伊丽莎白二世开始访问美国。新华网（页面存档备份，存于）

## 5月2日
- 哈薩克裡海地區從4月以來，已發現超過800隻大小海豹死亡，原因可能是暖冬與冰層提早溶化。法新社[]
- 土耳其法庭裁定，國會的總統選舉因在野黨的抵制而無效。明報
- 在遭劫持后安全获救的7名中国企业人员下午抵达北京。新华网（页面存档备份，存于）
- 中國國民黨中央常務委員會通過核備提名馬英九為該黨2008年的總統參選人。自由電子報

## 5月1日
- 委內瑞拉總統烏戈·查韋斯宣佈，委內瑞拉退出世界銀行及國際貨幣基金會。華爾街日報（页面存档备份，存于）
- 澳門有三千市民參加勞動節遊行，引發警民衝突。有警員向天開槍示警，一名途人懷疑中流彈受傷。BBC（页面存档备份，存于） 國際先驅論壇報（页面存档备份，存于）明報
- 涉嫌性侵親生女兒的美國頭號通緝犯肯尼斯·約翰·弗里曼（Kenneth John Freeman），從中國內地經落馬洲進入香港時被捕。明報